# Parti populaire radical
Pour les articles homonymes, voir FVP.

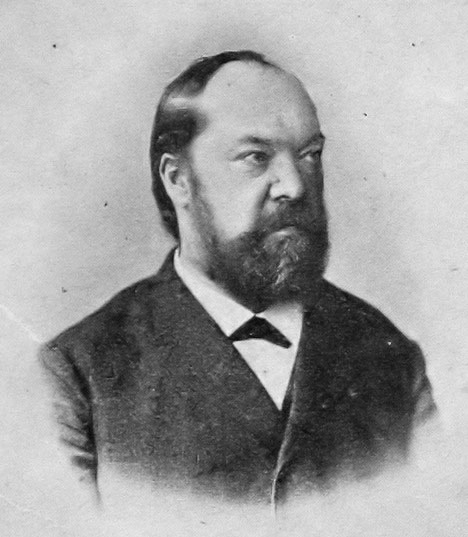
Eugen Richter, chef du parti incontesté jusqu'à sa mort

Le Parti populaire radical (en allemand : Freisinnige Volkspartei, abrégé FVp) est un parti politique de l'Empire allemand. Il est fondamentalement social-libéral et existe de 1893 à 1910.

## Formation
Le parti naît en 1893 de la scission du Parti radical allemand, à la suite d'un désaccord concernant le projet de réforme de l'armée proposé par le  chancelier impérial, Leo von Caprivi. Un groupe forme le Freisinninge Volkspartei, l'autre se retrouve au sein de l'Union radicale.
Le  Freisinninge Volkspartei, auquel se rallient la plupart des antennes locales de l'ancien parti, constitue la plus importante des deux nouvelles formations.

## Organisation
La figure de proue du parti est Eugen Richter, qui en est le président de 1893 à 1906. Officiellement le parti est régi de manière démocratique, mais dans la pratique les opinions de Richter prévalent que ce soit dans le choix des programmes ou des personnes. Les réunions et les comités du parti n'ont quasiment aucune influence.
Entre 1895 et 1896, le parti compte 379 antennes locales. Ses bases sont surtout rassemblées dans la Saxe, la Prusse en particulier à Berlin, en province de Silésie et en province de Prusse-Orientale ainsi que dans les petits États et villes libres du nord de l'Allemagne. Le parti peut certes s'appuyer sur les structures préexistantes, mais il ne parvient cependant pas à atteindre de nouvelles catégories d'électeurs. Ceux-ci sont avant tout issus de la petite bourgeoisie et des classes intermédiaires comme les commerçants et les artisans. Certains propriétaires terriens d'influences libérales, ainsi que des membres de la bourgeoisie dite « éduquée » (ayant étudié) viennent compléter les rangs.
Le parti travaille souvent en harmonie avec le Parti populaire allemand, dès 1893, les deux partis se rapprochent lors des élections. À ces élections, ils remportent 24 mandats (En 1898, 29 puis 21 en 1903 et enfin 28 en 1907).

## Programme
En 1894 le parti se donne un programme officiel. Il y demande entre l'extension des règles électorales en vigueur pour l'élection du Reichstag, c'est-à-dire un suffrage universel masculin, aux autres élections dans les États fédérés notamment. Le parti est en général favorable au parlementarisme. Ils réclament également une division plus juste des circonscriptions. Un rapport annuel de l'armée est également demandé. Toutes les augmentations des dépenses militaires sont fermement rejetées. Suivant la même logique, ils sont opposés à la politique coloniale et la construction d'une flotte. Sur le plan économique, les interventions étatiques doivent selon eux être limitées. Le parti revendique également pour la reconnaissance formelle des syndicats et le droit de se défendre soi-même, ainsi que l'abolition des privilèges pour les grands propriétaires terriens.
Une mise en place de ce programme n'est pas possible sans former une coalition avec d'autres partis, comme le SPD ou l'aile gauche du Zentrum. Toutefois Richter refuse catégoriquement cette solution. Le libéralisme économique de ce dernier empêche en fait un tel rapprochement, mais ce n'est pas le seul point de divergence. Le parti reste donc fondamentalement un parti d'opposition.

## Après l'ère Richter
En 1906 Hermann Müller-Sagan (de) succède à Richter. Il dispose cependant d'un soutien limité. Le véritable homme fort du parti est en fait Otto Fischbeck, qui finit d'ailleurs par en devenir président. Les comités du parti gagnent également en influence. Un tournant politique est pris, le parti accepte de soutenir la politique coloniale et de construction d'une flotte du gouvernement. Il fait désormais partie de la majorité autour de Bernhard von Bülow, le bloc Bülow.
Le comité central continue, tout comme à l'époque de Richter, de refuser toute coopération avec les autres partis. Toutefois une minorité de membres du parti réclame un rapprochement avec l'Union radicale. Cette proposition trouve toujours plus d'approbation auprès des antennes locales et finit par obtenir une majorité de partisans au sein du groupe parlementaire au Reichstag.
Une première coalition est formée lors des élections législatives de 1907. Le 6 mars 1910, le Freisinnige Volkspartei, l'Union radicale et le Parti populaire allemand (DtVP) fusionnent à Berlin pour former le Parti populaire progressiste (Fortschrittliche Volkspartei).

## Membres notables
- Otto Fischbeck
- Carl Ludwig Funck (de)
- Hugo Hermes (de)
- Julius Kopsch (de)
- Paul Langerhans
- Ernst Müller-Meiningen
- Hermann Müller-Sagan (de)
- Ludolf Parisius (de)
- Eugen Richter
- Reinhart Schmidt (de)
- Fritz Schneider (de)
- Paul Sommer (de)
- Gustav Stresemann[4]
- Otto Wiemer (de)